# Cassandra Jean
Cassandra Jean (* 5. Oktober 1985 in Houston, Texas) ist eine US-amerikanische Schauspielerin.

## Leben
Cassandra Jean wurde 1985 in Houston, Texas geboren. Bevor sie zur Schauspielerei kam, versuchte sie sich als Model durchzusetzen. Dabei nahm sie ab 2005 an den Wettbewerben der Reality-Fernsehshow America’s Next Top Model teil. Ab 2007 spielte Jean kleine Rollen in Fernsehserien, wie ein Mordopfer in CSI: Miami oder Schönheiten in Hannah Montana und Las Vegas. Im Anschluss folgten weitere Nebenrollen in Fernsehserien und Filmen wie im Horrorfilm Tötet Katie Malone und Yellow von Nick Cassavetes.
2012 heiratete sie den Schauspieler Stephen Amell, mit dem sie eine Tochter (* 2013) hat.

## Filmografie (Auswahl)
- 2007: CSI: Miami (Fernsehserie, Folge 5x24 Von Natur aus böse?)
- 2007: Hannah Montana (Fernsehserie, Folge 2x11 Ein neuer Song für Hannah!)
- 2007: Las Vegas (Fernsehserie, Folge Head Games)
- 2007: CSI – Den Tätern auf der Spur (CSI: Crime Scene Investigation, Folge 8x05 Ronnie Lake im Filmstudio des Todes)
- 2009: One Tree Hill (Fernsehserie, zwei Folgen)
- 2010: Tötet Katie Malone (Kill Katie Malone)
- 2010: Navy CIS: L.A. (Fernsehserie, Folge 2x07 Neue Gesichter)
- 2011: CSI: NY (Fernsehserie, Folge 7x17 Die Spur des Skorpions)
- 2012: Yellow
- 2013: Hart of Dixie (Fernsehserie, Folge 2x15 The Gambler)
- 2018: Arrow (Fernsehserie, Folge 7x09 Elseworld Part 2)
- 2018: Supergirl (Fernsehserie, Folge 4x09 Elseworld Part 3)
- seit 2020: Roswell, New Mexico (Fernsehserie)